# Anakasia simplicifolia
Anakasia simplicifolia – gatunek rośliny z rodziny araliowatych. Jest jedynym przedstawicielem monotypowego rodzaju Anakasia W. R. Philipson, Blumea 21: 87. 11 Sep 1973. Gatunek znany jest tylko z półwyspu Ptasia Głowa w zachodniej części Nowej Gwinei.

## Morfologia
PokrójKrzew o pędach nagich, z wyraźnymi przetchlinkami.
LiścieSkupiające się na końcach pędów osiągają do 135 cm długości i 18 cm szerokości. Wierzchołek mają zaostrzony i w końcowej części blaszka jest najszersza, po czym zwęża się stopniowo ku nasadzie. Liść jest całobrzegi lub falisty. Centralna wiązka przewodząca wyraźna, boczne żyłki łukowato skierowane ku wierzchołkowi.
KwiatyZebrane w kwiatostan do 70 cm długości. Kwiaty drobne, wsparte niewielkimi, lancetowatymi przysadkami. Płatki korony lekko mięsiste, o długości 2 mm. Pręciki w liczbie 5–6, osadzone na szerokich nitkach. Zalążnia naga.
OwoceMięsiste, aromatyczne, jajowate (2 × 1,5 cm), po dojrzeniu niebieskofioletowe. Wyschnięte z (4-)5-6 wyraźnymi kantami.